# Hans Andén
Hans Anders Andén (* 13. März 1928 in Uppsala) ist ein ehemaliger schwedischer Diplomat, der unter anderem von 1981 bis 1985 Botschafter in der Volksrepublik Bulgarien sowie zwischen 1991 und 1993 Botschafter in Neuseeland war.

## Leben
Hans Anders Andén, Sohn von Oberst (Överste) Anders Andén und dessen Ehefrau Dea Bendz, absolvierte nach dem Schulbesuch ein Studium der Rechtswissenschaften an der Universität Uppsala, welches er 1953 mit der Staatsprüfung (juris kandidatexamen) beendete. Daraufhin trat er 1954 in den diplomatischen Dienst des Außenministeriums (Utenriksdepartementet) und war in den folgenden Jahren an den Auslandsvertretung in Moskau, London, Karatschi, Tunis, Leningrad und Helsinki tätig.
Als Nachfolger von Manfred Nilsson übernahm Andén 1981 den Posten als Botschafter (Ambassadör) in der Volksrepublik Bulgarien und bekleidete dieses diplomatische Amt in Sofia bis 1985, woraufhin Åke Berg ihn ablöste. Nach seiner Rückkehr war er zwischen 1985 und 1990 als Ministerialrat (Departementsråd) Leiter einer Abteilung im Außenministerium. Zuletzt wurde er 1991 Nachfolger von Kjell Anneling als Botschafter in Neuseeland und verblieb auf diesem Posten in Wellington bis zu seinem Eintritt in den Ruhestand 1993, woraufhin Karin Ahrland seine dortige Nachfolge antrat.
Hans Andén heiratete 1960 Rhoda Grey (* 1940), Tochter des Ingenieurs Donald Grey und dessen Ehefrau Margaret Grey.